# Growl (bài hát)
"Growl" (Tiếng Hàn: 으르렁; Tiếng Trung: 咆哮) là bài hát được thu âm bởi nhóm nhạc Hàn-Trung, EXO. Đã có hai bản Tiếng Hàn và Tiếng Quan Thoại, bài hát là đĩa đơn kế tiếp cho bản repackaged album đầu tay của nhóm, XOXO. Gồm hai music videos được công bố qua YouTube vào ngày 4 tháng 6 năm 2013 12:00 sáng KST.
Được sáng tác bởi Hyuk Shin, DK, Jordan Kyle, John Major, và Jarah Gibson, "Growl" là bài hát thuộc thể loại dance-pop với ảnh hưởng của R&B đương đại và funk. Lời bài hát được lấy cảm hứng từ của đĩa đơn quảng cáo trước đây của nhóm "Wolf", "Growl" nói về nhân vật nam chính, nhân cách như một con sói, "gầm gừ" với một con sói khác có ý định theo đuổi bạn gái của mình.
"Growl" đi kèm với nhiều video âm nhạc, với hai phiên bản khác nhau của mỗi ngôn ngữ. Phiên bản đầu tiên, EXO thực hiện vũ đạo 360 độ của mình với bài hát.
"Growl" đứng thứ ba trên bảng xếp hạng Billboard Korea K-Pop Hot 100 và thứ hai trên bảng xếp hạng South Korea's Gaon Singles. Bài hát hầu hết đã đạt vị trí hạng nhất trên tất cả các bảng xếp hạn tại Hàn Quốc về số lượt tải, và giữ vị trí top 5 trong ba tuần liên tiếp. "Growl" là ca khúc thành công nhất của EXO trên bảng xếp hạng âm nhạc và chương trình ca nhạc Hàn Quốc, giành tổng cộng 14 giải trong suốt thời gian quảng bá của mình.

## Bối cảnh và phát hành
Vào tháng 7 năm 2013, S.M. Entertainment thông báo phát hành lại album XOXO, bổ sung thêm 3 bài hát. "Growl" được xác nhận là ca khúc chủ đạo trong album repackage của họ.

### Music video
Ngày 26 tháng 7, hai đoạn quảng cáo video âm nhạc của "Growl" được công bố trực tuyến. Đĩa đơn đã bị rò rỉ trực tuyến vào ngày 27 tháng 7, khi một đoạn video luyện tập cho phiên bản Hàn Quốc của nhóm được chia sẻ trên các trang mạng. Đĩa đơn gồm 2 video âm nhạc, tiếng Hàn và tiếng Quan Thoại, được công bố trực tuyến vào ngày 1 tháng 8 năm 2013 lúc 12:00 sáng. KST. Phiên bản video âm nhạc thứ hai được chính thức đăng tải trên Youtube vào ngày 20 tháng 9.
S.M. Entertainment đã lên tiếng xác nhận rằng các phiên bản khác nhau của ca khúc này đã được lên kế hoạch. Phiên bản chính thức đầu tiên là một cảnh quay các thành viên đang nhảy trong căn nhà kho bị bỏ hoang. Màu chủ đạo là màu xám.

## Quảng bá
EXO đã trở lại sân khấu với màn trình diễn tại Mnet M! Countdown vào ngày 1 tháng 8 năm 2013. và quảng bá tại KBS Music Bank vào ngày 2 tháng 8, MBC Show! Music Core vào ngày 3 tháng 8, SBS The Music Trend vào ngày 4 tháng 8, và MBC Music's Show Champion vào ngày 7 tháng 8.

### Chương trình nhạc đã thắng
| Kênh      | Chương trình     | Số lần |
| --------- | ---------------- | ------ |
| MBC Music | Show Champion    | 3      |
| Mnet      | M! Countdown     | 3      |
| KBS 2TV   | Music Bank       | 2      |
| MBC       | Show! Music Core | 3      |
| SBS       | The Music Trend  | 3      |

## Bảng xếp hạng
| Bảng xếp hạng (2013)                   | Vị trí |
| -------------------------------------- | ------ |
| Gaon Singles chart                     | 2      |
| Gaon Monthly Singles chart             | 2      |
| Gaon Yearly Singles chart              | 56     |
| Gaon Local Singles chart               | 2      |
| Gaon Streaming Singles chart           | 1      |
| Gaon Download Singles chart            | 2      |
| Gaon Background Music chart            | 3      |
| Gaon Mobile Ringtone chart             | 5      |
| Gaon Karaoke chart                     | 3      |
| Billboard K-Pop Hot 100                | 3      |
| Billboard K-Pop Hot 100 Year-end chart | 19     |

| Bảng xếp hạng (2013)                     | Vị trí |
| ---------------------------------------- | ------ |
| Baidu Weekly Music Chart                 | 7      |
| Baidu Weekly Music Chart                 | 18     |
| Gaon Singles chart                       | 82     |
| Gaon International Singles chart         | 2      |
| Gaon Monthly International Singles chart | 26     |
| Gaon Download Singles chart              | 93     |

## Liên kết
- Exo official website Lưu trữ ngày 31 tháng 7 năm 2017 tại Wayback Machine
- Exo-K official website Lưu trữ ngày 10 tháng 6 năm 2016 tại Wayback Machine
- Exo-M official website Lưu trữ ngày 24 tháng 2 năm 2013 tại Wayback Machine